# آدابازاري
آدابازاري (بالتركية: Adapazarı)‏ هي مدينة في شمال غرب تركيا وعاصمة محافظة صقاريا. كان اسم المحافظة نفسها في الأصل آدابازاري كذلك. وهي جزء من المنطقة المكتظة بالسكان في البلاد، المعروفة باسم منطقة مرمرة. يبلغ عدد سكان المدينة 244,748 نسمة اعتباراً من عام 2012.

## تاريخ
كان القائد العثماني المعروف قونور ألپ بك رفيق سلاحٍ للسلطان عثمان الأول ثم لابنه وخليفته السلطان أورخان غازي.
تلقى قونور ألپ بك التعليمات من السلطان عثمان بك ومن بعده ابنه السلطان العثماني الثاني أورخان بك، بفتح دوزجا (بالتركية: Düzce)‏ وما حولها وإلحاقها بالأراضي العثمانية، فضم كل من پاموكوڤا (بالتركية: Pamukova)‏ وغايفه (بالتركية: Geyve)‏ ومودورنو (بالتركية: Mudurnu)‏ وآداپازاري (بالتركية: Adapazarı)‏ وكونراپا (بالتركية: Konrapa)‏ بالقرب من دوزجا التي تم تسميتها لاحقًا باسمه، بعد معارك ضد البيزنطيين، كما أنه غزا أيدوسو (بالتركية: Aydosu)‏ مع عبد الرحمن غازي، وكان ذلك في القرن 14 الميلادي.

## المناخ
تتمتع آدابازاري بمناخ شبه استوائي رطب (تصنيف كوبن للمناخ)، مع تأثيرات بحرية وكونتينية كبيرة. الصيف حار ورطب للغاية ، ومتوسط درجة الحرارة القصوى حوالي 29 درجة مئوية في يوليو وأغسطس ، على الرغم من أن درجات الحرارة عادة ما تتجاوز 30 درجة مئوية في يونيو ويوليو وأغسطس وحتى سبتمبر. الشتاء بارد ورطب ، وأقل متوسط لدرجات الحرارة الدنيا حوالي 3 درجات مئوية في يناير. هطول الأمطار مرتفع وموزع بالتساوي إلى حد ما على مدار السنة ، وهو أثقل في الخريف والشتاء والربيع.
تساقط الثلوج شائع جدًا بين شهري ديسمبر ومارس ، ويتساقط الثلج لمدة أسبوع أو أسبوعين ، وقد يكون كثيفًا.
| يظهر الجدول التالي التغييرات المناخية على مدار السنة لآدابازاري: |

| البيانات المناخية لـآدابازاري                     | البيانات المناخية لـآدابازاري | البيانات المناخية لـآدابازاري | البيانات المناخية لـآدابازاري | البيانات المناخية لـآدابازاري | البيانات المناخية لـآدابازاري | البيانات المناخية لـآدابازاري | البيانات المناخية لـآدابازاري | البيانات المناخية لـآدابازاري | البيانات المناخية لـآدابازاري | البيانات المناخية لـآدابازاري | البيانات المناخية لـآدابازاري | البيانات المناخية لـآدابازاري | البيانات المناخية لـآدابازاري |
| الشهر                                             | يناير                         | فبراير                        | مارس                          | أبريل                         | مايو                          | يونيو                         | يوليو                         | أغسطس                         | سبتمبر                        | أكتوبر                        | نوفمبر                        | ديسمبر                        | المعدل السنوي                 |
| ------------------------------------------------- | ----------------------------- | ----------------------------- | ----------------------------- | ----------------------------- | ----------------------------- | ----------------------------- | ----------------------------- | ----------------------------- | ----------------------------- | ----------------------------- | ----------------------------- | ----------------------------- | ----------------------------- |
| متوسط درجة الحرارة الكبرى °م (°ف)                 | 9.6 (49.3)                    | 10.6 (51.1)                   | 13.6 (56.5)                   | 18.7 (65.7)                   | 23.4 (74.1)                   | 27.6 (81.7)                   | 29.3 (84.7)                   | 29.3 (84.7)                   | 26.1 (79.0)                   | 21.2 (70.2)                   | 16.2 (61.2)                   | 11.5 (52.7)                   | 19.8 (67.6)                   |
| المتوسط اليومي °م (°ف)                            | 6.1 (43.0)                    | 6.4 (43.5)                    | 8.6 (47.5)                    | 12.8 (55.0)                   | 17.3 (63.1)                   | 21.5 (70.7)                   | 23.4 (74.1)                   | 23.2 (73.8)                   | 19.5 (67.1)                   | 15.5 (59.9)                   | 11.3 (52.3)                   | 8.0 (46.4)                    | 14.5 (58.0)                   |
| متوسط درجة الحرارة الصغرى °م (°ف)                 | 3.1 (37.6)                    | 3.1 (37.6)                    | 4.7 (40.5)                    | 8.2 (46.8)                    | 12.1 (53.8)                   | 15.9 (60.6)                   | 18.1 (64.6)                   | 18.2 (64.8)                   | 14.5 (58.1)                   | 11.3 (52.3)                   | 7.4 (45.3)                    | 5.0 (41.0)                    | 10.1 (50.3)                   |
| الهطول مم (إنش)                                   | 94.1 (3.70)                   | 77.0 (3.03)                   | 70.0 (2.76)                   | 61.2 (2.41)                   | 49.5 (1.95)                   | 67.1 (2.64)                   | 53.1 (2.09)                   | 47.6 (1.87)                   | 47.8 (1.88)                   | 89.4 (3.52)                   | 85.8 (3.38)                   | 104.2 (4.10)                  | 846.8 (33.33)                 |
| متوسط الأيام الممطرة                              | 15.5                          | 14.1                          | 13.0                          | 11.6                          | 9.8                           | 8.6                           | 6.3                           | 6.7                           | 7.7                           | 11.9                          | 12.7                          | 15.6                          | 133.5                         |
| ساعات سطوع الشمس الشهرية                          | 71.3                          | 81.2                          | 117.8                         | 150                           | 210.8                         | 249                           | 272.8                         | 260.4                         | 204                           | 139.5                         | 96                            | 71.3                          | 1٬924٫1                       |
| المصدر: Devlet Meteoroloji İşleri Genel Müdürlüğü |                               |                               |                               |                               |                               |                               |                               |                               |                               |                               |                               |                               |                               |

## توأمة
لآدابازاري اتفاقيات توأمة مع كل من:
- شومن
- دلفت
- لويفيل (26 نوفمبر 2012 - )

## أعلام
- تونجاي شانلي
- فكري أليكان
- مودت قادين أفندي
- بهيجة خانم أفندي
- سعيد فائق عباسي
- قونور ألپ بك